# ميخائيل كونن
ميخائيل كونن (بالألمانية: Michael Kühnen)‏ هو سياسي ألماني، ولد في 1955 في بون في ألمانيا، وتوفي في 1991 في كاسل في ألمانيا. حزبياً، نشط في الحزب الوطني الديمقراطي وFree German Workers' Party ‏.